# Affaire Marie-Claire Bégo
L'affaire Marie-Claire Bégo est une affaire criminelle qui concerne principalement la disparition et la mort de Marie-Claire Bégo, née le 30 août 1954 et dont le corps sans vie a été retrouvé le 27 octobre 1991 dans la région de Nevers.

## La victime
Marie-Claire Bégo, au jour de son décès, est une femme de 37 ans, agente technique à la SNCF, bénéficiant d'un stage de formation professionnelle afin de devenir infirmière. Elle est mariée avec Alain de Vita et mère d'une petite fille de deux ans.
Son corps, ligoté et partiellement brûlé, est retrouvé le 27 octobre 1991 entre Sauvigny les Bois et Imphy sur les bords de la Loire à proximité du crassier. La victime a été violée, étranglée et son corps en partie calciné.

## Enquête

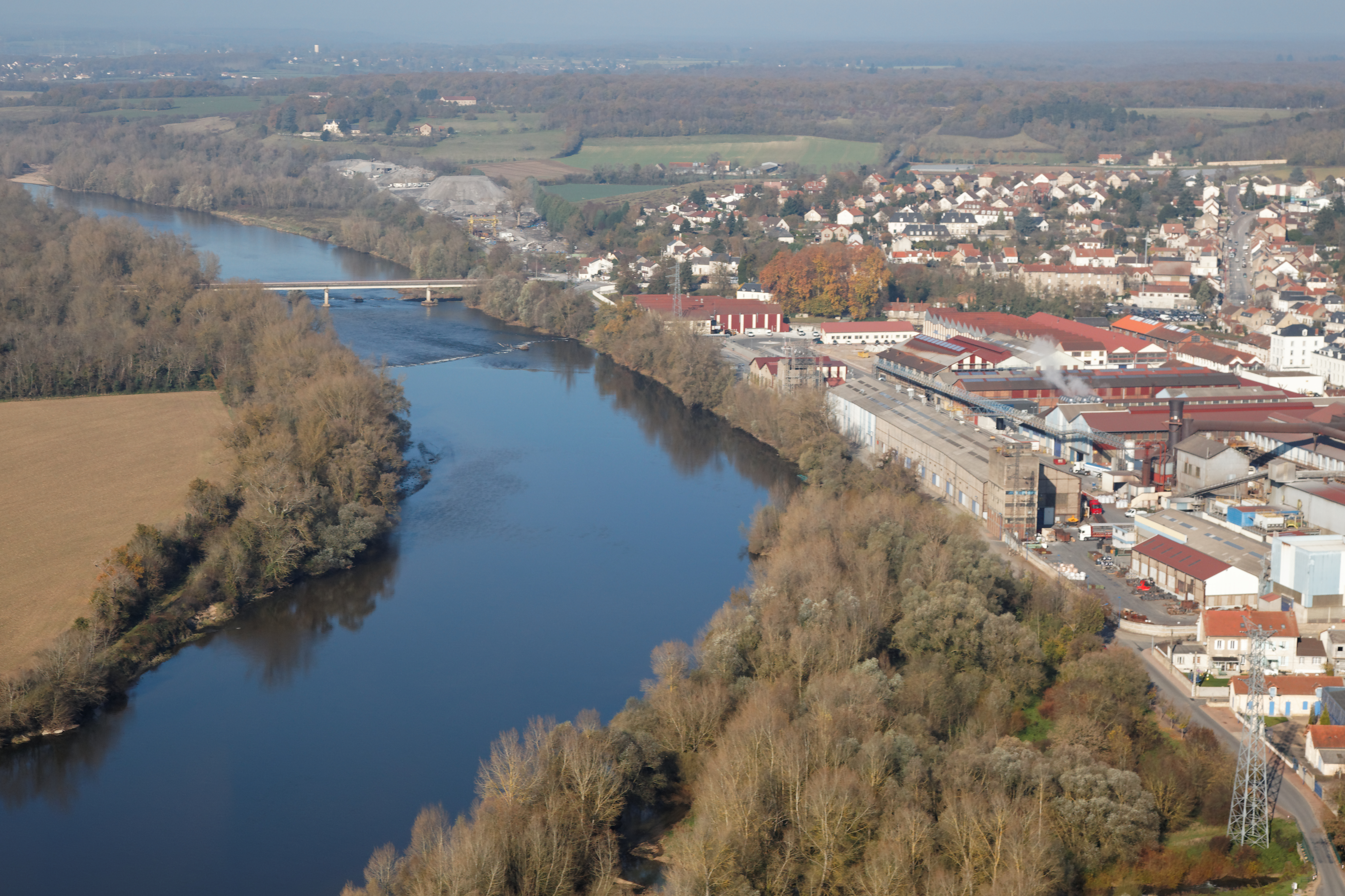
Vue aérienne d'Imphy et du crassier (au bord de la Loire)

Marie-Claire Bégo prend le car de Nevers où elle est en formation professionnelle à la SNCF et s'arrête à Béard afin de récupérer sa voiture garée dans un chemin situé à proximité de l'arrêt de bus. Elle disparaît peu de temps après.
Elle venait d'achever une journée de formation dans un lycée professionnel à Nevers et le 25 octobre 1991, elle devait reprendre sa voiture dans les environs de la gare de Béard. Elle n'arrivera jamais à son domicile de Druy. Deux jours plus tard, des pêcheurs découvriront son cadavre mutilé sur les bords de la Loire, près du crassier d'Imphy. Les investigations des enquêteurs ont permis de comprendre que cette femme a été frappée, ligotée et violée. Son corps a été jeté dans le coffre d'une voiture afin de le transporter à l’abri des regards avant de subir une tentative de crémation. Les nombreuses auditions ne mènent à rien. En avril 1992, un homme reconnaît être l'assassin de Marie-Claire Bégo devant les enquêteurs. Il est alors mis en examen pour assassinat et écroué mais aucun élément de l'enquête ne permet de l'incriminer. La procédure a été classée en 2000.
Malgré les recherches et différentes enquêtes menées, et le fait qu'une autre jeune femme soit assassinée dans la région de Nevers en 1993, dans des circonstances assez similaires par un déséquilibré, l'affaire reste non élucidée en 2022, à l'instar d'autres affaires de meurtres survenues dans la région entre 1992 et 2000. La date de prescription est au 10 janvier 2032.

### Documentaires télévisés
- « L'affaire Marie-Claire Bégo » dans Non élucidé le 30 septembre 2022 sur RMC Story.